# Kim Darby
Kim Darby (* 8. Juli 1947 in Los Angeles, Kalifornien; eigentlich Deborah Zerby) ist eine US-amerikanische Schauspielerin.

## Leben
Kim Darby ist die Tochter zweier professioneller Tänzer. Ihren ersten Filmauftritt hatte sie 1963 im Alter von 15 Jahren. Ihre erste Hauptrolle spielte sie 1968 an der Seite von John Wayne in Der Marshal. Nach dieser Rolle sagten ihr Filmkritiker eine große Schauspielkarriere voraus. Sie konnte dem allerdings nie gerecht werden und war danach vor allem in Fernsehfilmen und Serien zu sehen. In dem auch in Deutschland gezeigten Mehrteiler Reich und Arm spielte sie die Rolle der Virginia Calderwood.
Von 1968 bis 1969 war sie mit dem Schauspieler James Stacy verheiratet. 

## Filmografie (Auswahl)
- 1963: Bye Bye Birdie
- 1965: Widersteh, wenn du kannst (Bus Riley’s Back in Town) – Regie: Harvey Hart
- 1966: Raumschiff Enterprise (Star Trek, Fernsehserie, Folge 1x08 Miri, ein Kleinling)
- 1966: Auf der Flucht (The Fugitive, Fernsehserie, zwei Folgen)
- 1967: Solo für O.N.C.E.L. (The Man from U.N.C.L.E., Fernsehserie, 2 Folgen)
- 1967: Bonanza (Fernsehserie, Folge 278, Staffel 9, Die Gewissensfrage (The sure thing))
- 1967: Rauchende Colts (Fernsehserie, Folge Schrei nach Rache Teil 1 und 2)
- 1969: Der Marshal (True Grit)
- 1969: Generation – Regie: George Schaefer
- 1970: Blutige Erdbeeren (The Strawberry Statement)
- 1970: Norwood – Regie: Jack Haley Jr.
- 1971: Die Grissom Bande (The Grissom Gang) – Regie: Robert Aldrich
- 1972: Die Straßen von San Francisco (Fernsehserie, Pilotfilm)
- 1975: Petrocelli (Fernsehserie)
- 1978: Das charmante Großmaul (The One and Only) – Regie: Carl Reiner
- 1983: Summer Girl – Wenn Leidenschaft zum Albtraum wird (Summer Girl, Fernsehfilm)
- 1984: Mord ist ihr Hobby (Murder, She Wrote, Folge 1/7: Ein nahezu perfekter Mord) – Regie: Walter Grauman
- 1985: Lanny dreht auf (Better Off Dead …) – Regie: Savage Steve Holland
- 1986: Die Fälle des Harry Fox (Crazy like a Fox, Fernsehserie, Folge Aufs falsche Pferd gesetzt)
- 1986: Trio mit vier Fäusten (Riptide, Folge 3/11: Die Erbschaft)
- 1987: Teenwolf II (Teen Wolf Too) – Regie: Christopher Leitch
- 1995: Halloween VI – Der Fluch des Michael Myers (Halloween: The Curse of Michael Myers)
- 1995: Mord ist ihr Hobby (Folge: Lug und Trug) – Regie: Anthony Pullen Shaw
- 1999: The Last Best Sunday – Regie: Don Most
- 2000: Newsbreak – Eine Story auf Leben und Tod (Newsbreak) – Regie: Serge Rodnunsky
- 2000: Akte X – Die unheimlichen Fälle des FBI (The X Files, Fernsehserie, Episode 7x10)
- 2001: Mockingbird Don’t Sing – Regie: Harry Bromley Davenport
- 2004: You Are So Going to Hell! – Regie: Allyson Ames
- 2007: Cold Ones – Regie: Garrett Clancy
- 2014: Perception (Fernsehserie, 1 Folge)
- 2017: The Evil Within – Töte alles, was du liebst (The Evil Within)

## Auszeichnungen
- 1970: Nominierung für einen Britischen Filmpreis als vielversprechendste Nachwuchsdarstellerin für Der Marshal
- 1970: Nominierung für einen Golden Globe Award als beste Hauptdarstellerin Musical/Komödie für Generation
- 1976: Nominierung für einen Emmy Award als beste Nebendarstellerin für Reich und Arm